# Erkki Kataja
Erkki Kataja   (Kuusankoski, 19 de juny de 1924 - Kuusankoski, 27 d'abril de 1969) fou un atleta finlandès, especialista en el salt de perxa, que va competir durant les dècades de 1940 i 1950.
El 1948 va prendre part en els Jocs Olímpics d'Estiu de Londres, on guanyà la medalla de plata en la prova del salt de perxa del programa d'atletisme, rere Guinn Smith. Quatre anys més tard, als Jocs de Hèlsinki, fou desè en la mateixa prova.
En el seu palmarès també destaca el campionat nacional de salt de perxa de 1947, 1948 i 1949.

## Millors marques
- Salt de perxa. 4,27 metres (1948)[4]